# Fossa Puysegur
A fossa Puysegur é uma fenda profunda, a 6 300 metros de profundidade, no fundo do Mar da Tasmânia ao sul, formada pela subducção da Placa Indo-australiana sob a Placa do Pacífico ao sul da Nova Zelândia. Esta região da Fossa Puysegur, local de uma das zonas de subducção mais jovens do planeta e está associada a grandes terremotos frequentes, incluindo um terremoto de magnitude 7,2 em 2004.  A Fossa Puysegur se estende por mais de 800 quilômetros ao sul do ponto mais a sudoeste da costa da Ilha do Sul, sua extensão mais ao sul sendo 400 quilômetros a oeste das Ilhas de Auckland. Tem o nome de Puysegur Point.